# Montecastrese

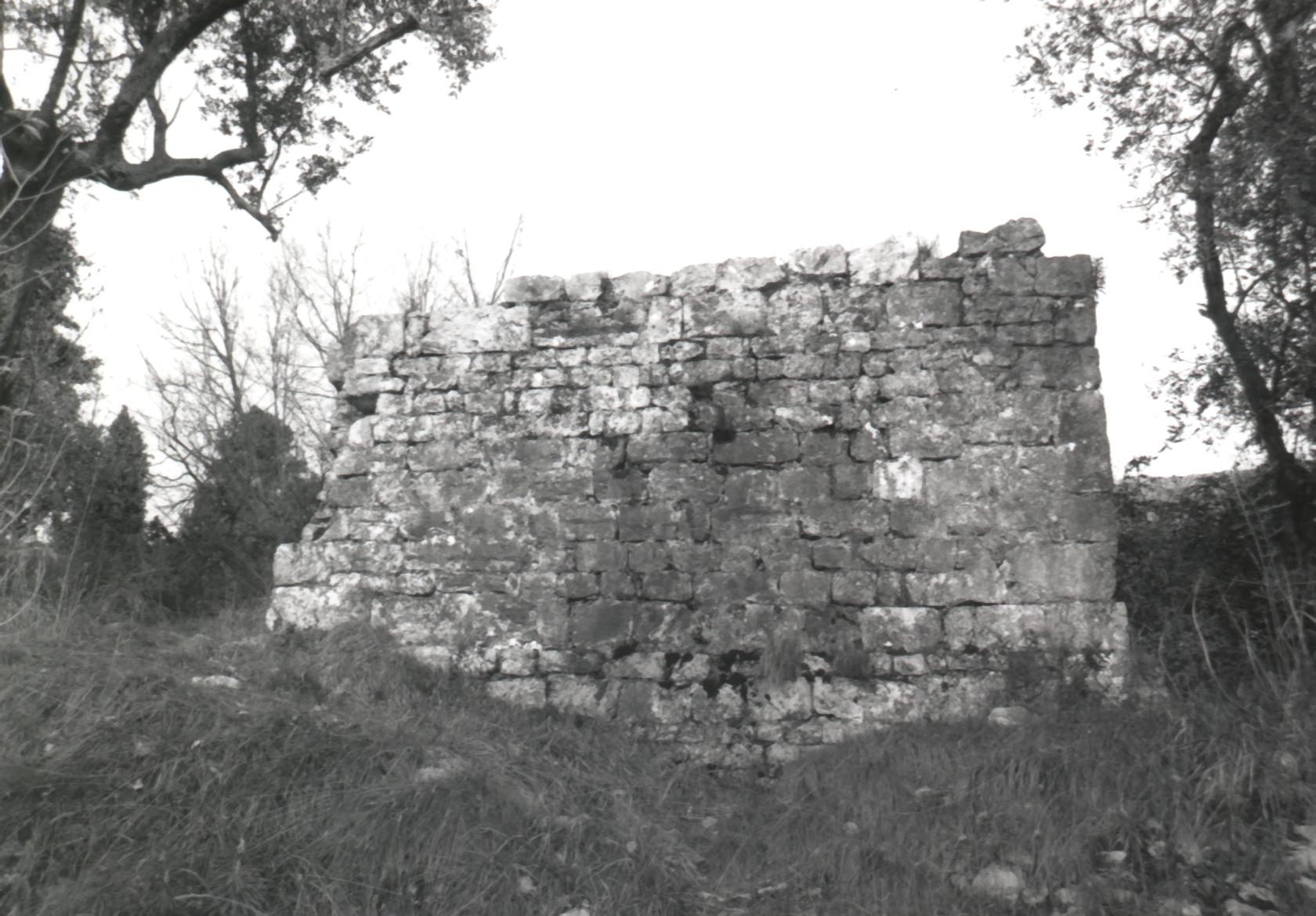
Castello di Montecastrese.

Montecastrese era un castello o villaggio fortificato posto nel Comune di Camaiore. I ruderi sono ancora oggi visibili sulla parte sommitale di un colle biconico posto di fronte all'abitato di Lombrici a circa 3 km di distanza dal centro di Camaiore.

## Storia
Montecastrese è citato per la prima volta in una pergamena che si conserva nell'Archivio di Stato di Lucca risalente all'anno 1219 e risulta in quell'anno comproprietà dei nobili di Corvaia e Vallecchia.

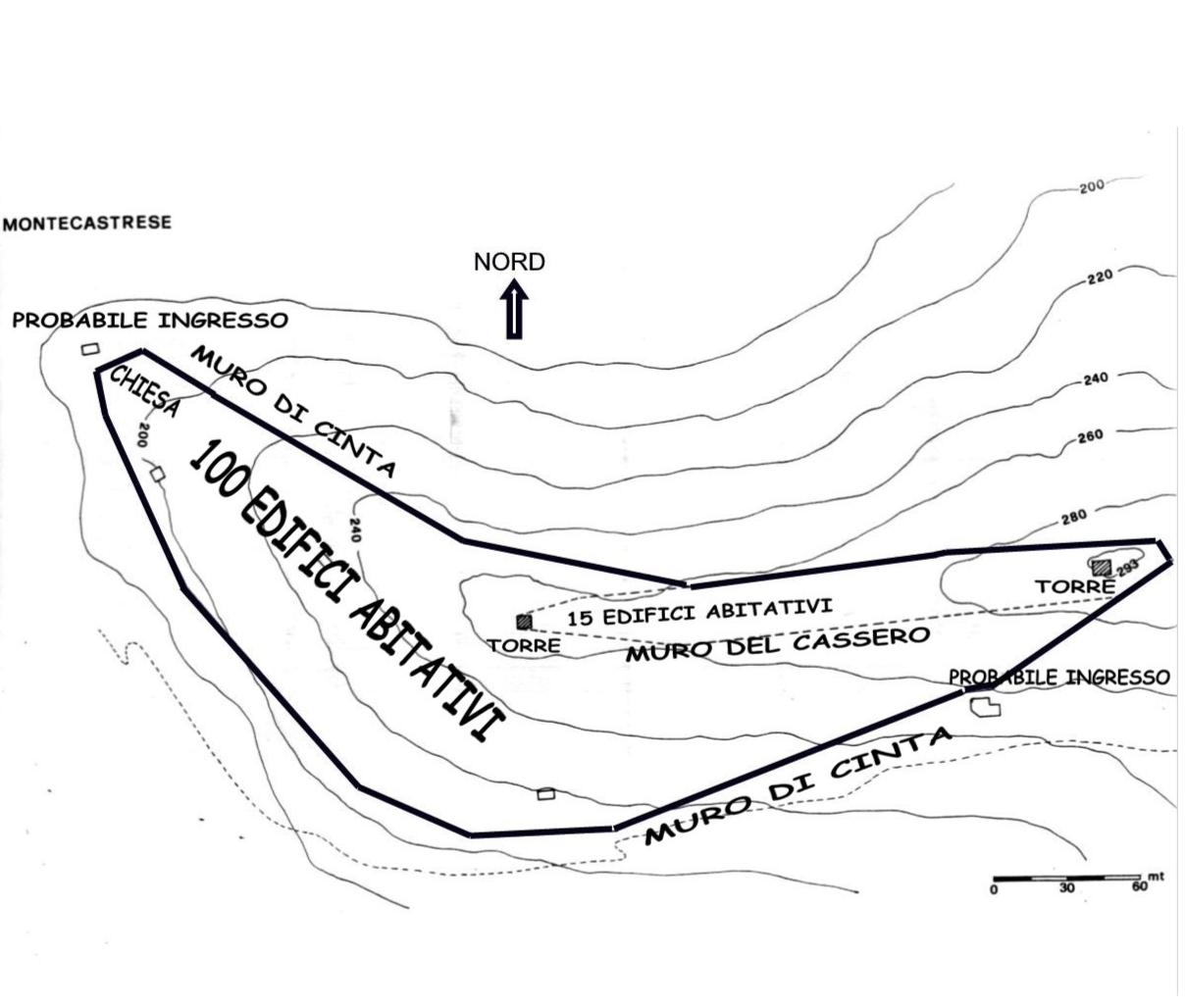
Rilievi grafici dell'area archeologica

Un documento indiretto e i risultati emersi nei recenti scavi archeologici ci attestano l'esistenza di un primo nucleo abitato ai secoli X-XII. Montecastrese risulta essere stata la struttura incastellata più popolosa ed estesa del territorio versiliese. Ancora oggi sono visibili i ruderi del cassero posto sulla parte sommitale che racchiudeva due torri e sovrastava un borgo comprendente un centinaio di abitazioni a sua volta difeso da una cinta muraria il cui perimetro era di circa 900 metri. Questo imponente castello venne conquistato ed occupato dall'esercito lucchese intorno al 1225.
Nei secoli successivi all'abbandono, su questo importante sito archeologico fu impiantato un esteso impianto olivicolo che in parte ha permesso ne ha permesso la conservazione. Nel 1996, una prima campagna di scavi, diretta dal Prof. Fabio Redi, ha permesso di ritrovare i ruderi della chiesa di Santa Barbara e di una abitazione posta sul versante meridionale.
Recenti scavi archeologici eseguiti dal Museo Civico Archeologico di Camaiore sotto la direzione di Gabriele Gattiglia hanno portato alla luce interessanti strutture poste in prossimità della Torre Nord.
L'area delle fortificazioni, lungo tutto il crinale, dalla torre a mare a quella monte, secondo una distanza lineare di circa 250 metri, è stata oggetto nel 2015 di un completo rilievo digitale, condotto sulla base di una convenzione di ricerca tra Comune di Camaiore e Dipartimento di Architettura dell'Università degli Studi di Firenze", Responsabile scientifico: prof. Giorgio Verdiani. I materiali derivati da questa recente campagna di rilievo possono essere osservati presso la specifica sala del Museo Civico Archeologico di Camaiore, presso Palazzo Tori-Massoni, Piazza Francigena, Camaiore, Lucca.